# Андреа Єйтс
А́ндреа Єйтс (англ. Andrea Yates; при народженні — А́ндреа Ке́ннеді, англ. Andrea Kennedy); (нар.2 липня 1964, Х'юстон, Техас) — американська жінка, відома вбивством своїх п'яти дітей 20 червня 2001 року. Спочатку її визнали винною у вбивстві, але після апеляції, повторний суд визнав її невинною з огляду на психічні розлади, від яких вона потерпала впродовж декількох років.

## Біографічні дані
Андреа Кеннеді народилася у Х'юстоні, штат Техас у багатодітній родині. Закінчила середню школу із відзнакою у 1982 році. Навчання продовжила в Техаському університеті, де отримала диплом медсестри. Майже вісім років пропрацювала медсестрою в онкологічному центрі Х'юстона. 17 квітня 1993 року одружилася з Расселом Єйтс, інженером за фахом. Обидва відзначалися глибокою релігійністю, планували мати шестеро дітей. За вісім років шлюбу народилося п'ятеро дітей: чотири хлопчика і одна дівчинка.
Після народження другої дитини у 1995 році з'явилися перші ознаки психічних захворювань. Андреа поступово перестала спілкуватися з друзями, часто усамітнювалася. Після народження четвертої дитини Рассел і Андреа познайомилися з пастором Майклом Вознецьким, який проповідував суворі канони християнства, часто звинувачував молодих людей у гріховному житті і неминучій подорожі до пекла. Андреа сприймала проповіді про гріх і пекло настільки близько до серця, що чоловік вперше почав хвилюватися за неї.
У червні 1999 року Андреа Єйтс вперше спробувала покінчити життя самогубством, коли проковтнула велику кількість таблеток і опинилася в лікарні. Психіатри поставили діагноз — глибока депресія, прописали молодій жінці антидепресанти та виписали її з лікарні. Вдома Андреа припинила приймати ліки й скоро у неї почалися нав'язливі галюцинації, тому чоловік знову привів її до психіатра. У психіатричній лікарні Андреа провела близько 10 днів, однак після курсу лікування їй стало краще і її виписали. Під дією препаратів її психічний стан значно покращився, але подружжя вирішило народити ще одну дитину і вона скоро припинила приймати ліки.

## Вбивства і суд
30 жовтня 2000 року народилася остання дитина в сім'ї, дівчинка, і психічний стан Андреї Єйтс значно погіршився: вона припинила приймати ліки й почала проводити багато часу у читанні Біблії та розмірковуванні над власними гріхами. За наполяганням чоловіка, вони знову звернулися за допомогою до психіатрів. Андреї прописали інші ліки, але вона приймала їх нерегулярно і з часом в неї почалися галюцинації, під час яких їй увижався Сатана і пекло. 20 червня 2001 року Андреа Єйтс втопила у ванні усіх своїх дітей. Свій вчинок  пояснила поліції тим, що в неї ніби вселився Сатана і вбивством дітей вона хотіла вберегти їх від пекла, а під час страти за злочин сподівалася загинути самій і знищити Сатану всередині.
Суд над матір'ю-вбивцею власних дітей став справжньою сенсацією не тільки у США, але й в усьому світі. Після трьох тижнів розгляду, у березні 2002 року, суд присяжних визнав Андреа Єйтс винною у вбивстві, але відмовився засудити її до смертної кари, лише до довічного ув'язнення. Попри це, 6 січня 2005 року окружний суд задовольнив апеляцію Єйтс і під час повторного суду адвокатам жінки вдалося переконати присяжних, що у неї дійсно була післяпологова депресія та галюцинацій і суд виправдав її. У 2007 році Єйтс перевели до психіатричної лікарні, де після проходження курсу лікування її можуть звільнити. 2004 року її чоловік Рассел Єйтс розлучився з нею, а у 2008 році у новому шлюбі в нього народилася ще одна дитина.